# Hymenocephalus striatissimus
Hymenocephalus striatissimus es una especie de pez de la familia Macrouridae en el orden de los Gadiformes.

## Subespecies
- Hymenocephalus striatissimus striatissimus (Jordan & Gilbert, 1904
- Hymenocephalus striatissimus torvus (Smith & Radcliffe, 1912.